# Гай Манлій Валент
Гай Манлій Валент (лат. Gaius Manlius Valens, також іноді Тит Манлій Валент, лат. Titus Manlius Valens; 6 — 96) — державний та військовий діяч Римської імперії, консул 96 року.

## Життєпис
Походив з роду Манліїв. Про батьків немає відомостей. 
Службу розпочав у війську за часів імператора Тиберія. З 51 до 52 року керував II Августовим легіоном у Британії. Брав участь у війні з племенем силурів. У 67 році призначений легатом I Італійського легіону. У 69 році підтримав у боротьбі за владу Вітеллія. Брав участь у другій битві при Бедріаці проти військ Веспасіана. За Доміціана у 96 році став консулом разом з Гаєм Антістієм Ветом.  Помер через декілька днів після цього через вкрай похилий вік.